# 1380 Volodia
1380 Volodia là một tiểu hành tinh vành đai chính với chu kỳ quỹ đạo là 2045.4673296 ngày (5.60 năm).
Tiểu hành tinh được phát hiện ngày 16 tháng 3 năm 1936.